# FK Atletas Kaunas
El FK Atletas Kaunas fue un equipo de fútbol de Lituania que participó en la A Lyga, la primera división de fútbol en el país.

## Historia
Fue fundado en el año 1948 en la ciudad de Kaunas con el nombre KKI Kaunas, tuvo varios nombres a lo largo de su historia:
- 1948-62 – KKI Kaunas
- 1962-90 – Atletas Kaunas
- 1990-94 – Vytis Kaunas
- 1994-96 – Volmeta Kaunas (Volmeta-KKI Kaunas)
- 1996-2003 – Atletas Kaunas
- 2003-04 – LKKA-Atletas Kaunas
- 2004-05 – LKKA
- 2005-10 – LKKA ir Teledema
- 2010-12 – Atletas

La mayoría de sus jugadores provenían de la Academia Lituana de Educación Física y durante la época soviética el equipo ganó el título de liga en dos ocasiones, participando en 32 temporadas en la máxima categoría.
En 2009 el club logró por primera vez jugar en la A Lyga cuando los clubes FBK Kaunas y FK Atlantas abandonaron la liga por ser poco éticos e irregulares en su administración el 20 de marzo de 2009, por lo que fueron relegados a la 2 Lyga el 27 de marzo de ese año.
En 2010 cambió su nombre por el de Atletas, pero descendió de categoría al quedar décimo entre once equipos, jugando en 2011 en la A Lyga, pero en 2012 les fue negado el permiso para jugar en la segunda división, desapareciendo oficialmente en 2013.

## Palmarés
- Liga Soviética de Lituania: 2

1962, 1970